# Хиндасвинт
Хиндасвинт (ошибочно: Чиндасвинд) — король вестготов в 642—653 годах.

## Биография

### Вступление на престол
Хиндасвинт, посланный во главе войска сражаться с басками, пользуясь слабостью короля поднял мятеж против Тульги, и 16 апреля 642 года в Пампльеге на собрании местной знати и народа был провозглашён королём. Затем он двинулся на Толедо, по пути пополняя свою армию новыми приверженцами, и после устранения Тульги (то ли постриженного в монахи, то ли умершего от болезни) захватил трон. 30 апреля 642 Хиндасвинт уже официально был провозглашён королём советом знати и епископами, согласно 75-у канону, принятому на IV Толедском соборе, о выборности короля.
Воцарение Хиндасвинта, по-видимому, не сразу было принято всеми. Возможно, что особенно значительное сопротивление он встретил на юге Испании. Но и там он скоро одержал победу, свидетельством которой стала чеканка в Мериде монеты с легендой VICTOR («Победа»). В том же 642 году южный магнат Оппила по поручению короля уже участвовал в войне с васконами. Как бы ни была скоротечна гражданская война, она создала обстановку нестабильности. Этим и воспользовались васконы, с которыми сражался Оппила и, вероятно, другие военачальники Хиндасвинта. Участились и разбои, с которыми также пришлось бороться Хиндасвинту.

### Борьба со знатью
Если мятежники, приведшие к воцарению 79-летнего Хиндасвинта полагали, что он будет для них удобен, то они сильно ошибались. Ни один другой вестготский король не боролся со знатью так беспощадно, как этот старик. Франкский хронист Фредегар говорит о желании короля навсегда покончить с мятежами знати:

«Чтобы быть уверенным в своей власти над Испанией и зная готское пристрастие свергать своих королей (из-за чего он и сам был часто вовлечен в заговоры), он приказал убить одного за другим всех тех, о которых он знал, что они были причастны к восстаниям против королей, которые были свергнуты. Других он отправил в ссылку и раздал их жен, дочерей и наследственные владения своим приближенным. История гласит, что для подавления этих преступных склонностей, он осудил на казнь двести готских вождей и пятьсот человек более низкого ранга; и до тех пор, пока он не стал уверенным, что смирил эту болезнь, он не прекращал казни тех, кого подозревал. Хиндасвинт сделал так, что готы никогда больше не отваживались устроить против него какой-либо заговор, наподобие тех, которые они составляли при его предшественниках».
Своими главными противниками Хиндасвинт считал старую вестготскую знать. Он стремился нанести ей как можно больше чувствительных ударов, и не допустить создания относительно устойчивых оппозиционных группировок в её среде. Одной из мер, направленных на достижение такой цели, было резкое ограничение приданого: оно не должно было превышать 1000 солидов, 10 рабов и 10 рабынь, а также 10 коней. Целью репрессий было, конечно, укрепление положения короля и недопущение заговоров и мятежей. Но это была не единственная цель. Большое внимание уделялось конфискациям. Даже если король оставлял такому «преступнику» жизнь, тот подвергался ослеплению, а почти всё его имущество переходило королю. С помощью этих репрессий король укреплял своё экономическое положение и получал средства для вознаграждения своих сторонников. Суммы, вырученные в результате карательной деятельности, были, по-видимому, довольно внушительные. Во всяком случае было не только преодолено постоянное ухудшение вестготской монеты, но она стала снова полноценной, возвращаясь к нормам Леовигильда (568—586).
Сверх того, Хиндасвинт стремился к фундаментальному преобразованию руководящей прослойки страны. Прежде независимое дворянство подлежало замене служилым дворянством, придворной знатью (officium palatinum), во всём благодарной королю и связанной особой клятвой верности, а также всегда и всюду сопровождающей особу монарха. Получение этими людьми также жён и дочерей тех, кого казнили или изгнали, соединяло создаваемую Хиндасвинтом новую знать со старой. В эту группу он без колебаний включал и своих рабов, занимавших относительно высокие должности при дворе. Многие представители старых аристократических родов бежали из страны, другие переходили в духовное сословие. Перераспределение владений конфискациями вызывало тяжелые потрясения экономики.
Для легализации своих репрессий Хиндасвинт издал специальный закон (643), карающий тех, кто выступает против государя, народа и родины. В число преступников включались как мятежники, так и беглецы в чужие страны. Закон имел и обратную силу: его действие распространялось и на время до воцарения Хиндасвинта. Закон в какой-то степени подвёл итог начальному этапу правления. Вероятно, к этому времени Хиндасвинт окончательно утвердил свою власть.

### Хиндасвинт и Церковь
Как и предыдущие короли, Хиндасвинт стремился опереться на церковь. Как узурпатор, он пытался (и с успехом) использовать авторитет церкви для оправдания и обоснования своего захвата власти и самой власти. В то же время Хиндасвинт не допускал возвышения церкви над властью короля. Он даже издал закон, резко ограничивший право на церковное убежище. Так, убийца подлежал каре, даже если сумел укрыться в церкви. Церковь вообще была для короля только одним, хотя и весьма важным, орудием его власти. Король не колебался вмешиваться в её дела. Когда умер (646 год) толедский митрополит Евгений I, король обратился с письмом к севильскому епископу Браулиону с пожеланием, чтобы тот отпустил своего архидиакона Евгения для занятия толедской кафедры. Браулион был самым авторитетным клириком королевства и активным сторонником Хиндасвинта, но сам он уже был слишком стар и полуслеп, и не мог сам занять пост митрополита столицы. Хиндасвинт рассчитывал на его ближайшего помощника, уверенный, что тот всегда поддержит короля. Браулион попытался было не отпустить в Толедо своего верного помощника, но король настоял на своем, дав ясно понять, что пожелание короля — приказ.

### Седьмой Толедский собор
Венцом этой деятельности короля должен был стать очередной общегосударственный собор. Седьмой Толедский собор был созван 18 ноября 646 года.

«Хиндасвинт издал указ, приказав собрать в городе Толедо собор из тридцати епископов, сопровождаемых клириками, или викариев епископов, если последние из-за усталости или слабости здоровья не смогли там присутствовать, а вместе с ними из ряда придворных, заслуживших право быть избранными для участия в соборе, а также расторопными нотариями, чьи услуги требовались для чтения документов и ведения записей, чтобы отпраздновать пятый год его правления»
.
На этом соборе впервые были полноправными участниками, а не только наблюдателями, и светские чины его двора. Это ещё увеличило роль собора как высокой политической инстанции, занявшей своё место в системе управления государством. Хотя решения собора утверждались королём, само принятие церковным собором решений по светским вопросам ставило соборы почти на равную ступень с монархом. Отношения между ним и церковью определялись конкретной ситуацией и личными качествами государя, силой и крепостью его власти. При Хиндасвинте королевская власть была сильна, как никогда.

Золотой триенс Хиндасвинта. Монетный двор Торивиана (совр. Туй). Вес — 1.26 г Диаметр — 20 мм. Надпись на аверсе: CHDASVINTVS R: (Хиндасвинт король). Надпись на реверсе: TORIVIANA PIVS (Торивиана. Благочестивый)

Собор полностью оправдал надежды короля. Постановления собора шли в русле его политики, в значительной степени повторяя и даже усиливая королевские указы. Фактически повторяя суровый указ 643 года против мятежников и эмигрантов, соборное постановление прибавляло к светским наказаниям церковное: такой человек предавался анафеме и вплоть до своей смерти отлучался от церкви. И это правило было распространено на всех клириков, включая епископов. Именно этот первый канон и стал главным результатом деятельности собора. Собор также постановил, что всякая критика короля, откуда бы она ни исходила, в том числе и из церковной среды, является преступлением и наказывается конфискацией половины имущества. Решая, казалось бы, чисто внутрицерковные вопросы, на деле собор, однако, исходил из политических соображений. Так, резко выступая против плохо образованных монахов, собор озаботился не только распространением в монастырях церковной образованности, но и недопущением выступлений против власти «из-за плохого понимания христианских положений». Одно из соборных постановлений требовало, чтобы епископы мест, близких к Толедо, не меньше одного месяца в году проводили в столице, поскольку король хотел быть уверен в верности не только столицы, но и её ближайших окрестностей. Собор осудил «жадность» епископов Галисии, что указывает на ещё не укрепившуюся власть короля в этой области.
Несмотря на общегосударственный характер собора, на нём присутствовал лишь 41 епископ, причем всего два представителя Тарраконской Испании, и ни одного представителя Септимании. Может быть, это свидетельствует о существовании довольно сильной оппозиции Хиндасвинту среди церковной иерархии этих регионов, хотя никаких внешних признаков такой оппозиции не наблюдается.

### Законодательная деятельность

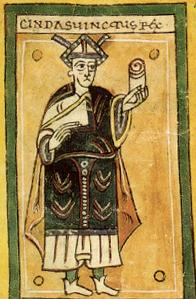
Изображение Хиндасвинта. Миниатюра из Вигиланского кодекса, 976 год. Библиотека Эскориала

Хиндасвинт развернул энергичную законодательную деятельность, имевшую своей целью полную реорганизацию юридической системы. С помощью Браулиона, епископа Сарагосы, он намеревался заново переработать свод законов. Это законодательство, получившее название Вестготская правда или Судебная книга (лат. Liber Iudiciorum) призвано было официально заменить «Бревиарий Алариха», используемый иберо-римским населением Вестготского государства, и Кодекс Леовигильда, применяемый для готов. Национальное право, таким образом, было заменено территориальным. Хиндасвинт стремился превратить всех жителей королевства в единую массу своих подданных, без различия их этнического происхождения. Одна юридическая система отныне стала действовать на всей территории Испании и Септимании. Недаром хронист пишет, что Хиндасвинт разрушил готов. Первоначальный вариант законов был уже обнародован на втором году правления Хиндасвинта, работа над ним продолжалась на протяжении всего правления этого короля, однако так и не была завершена при его жизни. Окончательный вариант этого свода законов был обнародован его сыном Реккесвинтом в 654 году.
Законы Хиндасвинта охватывали все стороны экономической и общественной жизни страны, а также внешнеполитических дел и как нельзя лучше характеризовали образ действий и цели короля. Смертная казнь и конфискация имущества предусматривались не только за антигосударственные происки, а уже только враждебные намерения были наказуемы; планирование классифицировалось как само действие. Даже если приговоренный к смерти был помилован, он подлежал обязательному ослеплению. Аристократия и духовенство должны были придерживаться данного законодательства даже после смерти Хиндасвинта и ни в коем случае не амнистировать врагов государства. Дарения церкви, а также друзьям и членам семьи короля надежно были защищены от возможных будущих конфискаций. Предусмотрены были жесткие наказания для доносчиков, которые сознательно выдвигали лживые обвинения. Хиндасвинт в какой-то степени встал на защиту низших слоёв населения, он запретил господам самовольно убивать своих рабов. Ничего не известно из законов, касающихся евреев, если они вообще эти законы были.

### Назначение соправителем сына Реккесвинта

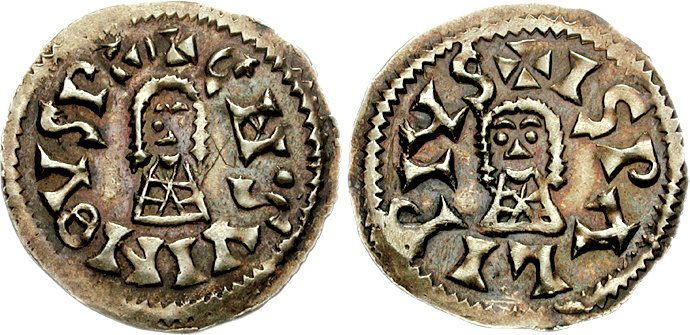
Тремисс Хиндасвинта (1.56 г). Монетный двор в Севилье. Надпись на аверсе — CN•SVINAVS PX, надпись на реверсе — ISPALIS PIVS

Все эти меры по укреплению королевской власти Хиндасвинт проводил в целях закрепить за своим потомством вестготский престол, отменив тем самым право выбора короля, утверждённое на IV Толедском соборе. Чтобы гарантировать наследование ему своим сыном Реккесвинтом, он объявил его 20 января 649 года своим соправителем. Формальным поводом для этого послужило письмо все того же Браулиона, который от своего имени и от имени другого епископа Евтропия (место епископства Евтропия неизвестно) и светского деятеля Цельза (возможно, он был герцогом Тарраконской Испании) просил Хиндасвинта приобщить к трону Реккесвинта. Король с удовольствием исполнил эту просьбу и, пожалуй, передал ему в течение следующих лет все основные правительственные дела, так как сам он приближался уже к девяностому году жизни. Подобная политика встретила полное одобрение влиятельных церковных кругов, опасавшихся возникновения новых беспорядков и войн в отсутствие законного и сильного наследника.

### Просветительная и благотворительная деятельность Хиндасвинта
Заботился Хиндасвинт и о просвещении; он даже «послал епископа Сарагосы Тайона, человека ученого и дружного с литературой и писаниями, чтобы тот по его просьбе привез по морю из Рима недостающие книги на темы нравственности и философии». Несмотря на свою непримиримую политику, Хиндасвинт помнится в анналах Церкви, которой он пожертвовал много земли и сделал ряд привилегий, как большой благодетель. Кажется, на последних годах своей жизни Хиндасвинт занялся актами благочестия и благотворительности. Он основал монастырь Святого Романа в Сан-Роман-де-Орниха (провинция Вальядолид), где он похоронил свою жену Реккибергу и где надеялся быть похороненным сам. Однако Евгений Толедский в своей эпитафии характеризует Хиндасвинта «нечестивым, несправедливым, и безнравственным» правителем.
Хиндасвинт правил единолично 6 лет, 8 месяцев и 11 дней, и совместно со своим сыном Реккесвинтом правил 4 года, 8 месяцев и 11 дней. Скончался он 30 сентября 653 года в возрасте, по словам Фредегара, 90 лет. Перед смертью он сам на себя наложил епитимью и произвёл большую раздачу милостыни из своих личных средств.

### Семья
- Рекиберга (?)
  - Реккесвинт, старший сын короля, его соправитель и наследник.
  - Теодофред[12], герцог Кордовы, который сочетается браком с Рекилоной. Их сын Родерих стал королём в 710 году, но уже в следующем году пал в борьбе с мусульманами.

Некоторые историки считают сыном Хиндасвинта также Фавилу. Имеется также предположение, что Фавила был сыном Теодофреда и, следовательно, внуком Хиндасвинта.
Хиндасвинт отдал в жены беженцу из Византии по имени Ардабаст свою племянницу. Сын этой пары Эрвиг в 680 году сам стал королём вестготов.